# Крайтор, Иван Кондратьевич
Ива́н Кондра́тьевич Кра́йтор (13 ноября 1880, Кишинев — 19 декабря 1957, Париж) — русский реставратор, художник, коллекционер.

## Биография
Старший ребёнок в многодетной малообеспеченной семье. В свидетельстве о рождении его отец, кишинёвский мещанин, назван под двойной фамилией — «Крайторян (он же Крайтор)». Получил образование в кишиневском уездном училище. В молодости скитался по стране, жил в Одессе.
В 1910-х годах получил известность как реставратор. Основатель русской научной экспертизы и реставрации картин, разработал свой метод реставрации полотен старых мастеров (метод оттисков-компрессов для расчистки картин). В 1910-х годах — руководитель московской Галереи К. Лемерсье. В 1914 году руководил перемещением картины А. А. Иванова «Явление Христа народу» из Пашкова дома в новое здание картинной галереи, применив изобретенный им метод перемещения. В 1914 году организовал выставку «Художники Москвы — жертвам войны». С 1916 года работал в созданных И. Э. Грабарем реставрационных мастерских Третьяковской галереи. Дружеские отношения связывали его с художниками В. И. Суриковым, И. Э. Грабарем, И. Е. Репиным. В 1918 году стал членом Московского художественного кружка и участвовал в его выставке. Ответственный работник Главполитпросвета, занимал видную должность в Народном комиссариате просвещения РСФСР, занимаясь приобретением картин для Музейного фонда.
В 1923 году уехал в «безвременную» заграничную командировку. Жил в Голландии, затем в Париже, оставаясь гражданином СССР. Зарабатывал как реставратор и художественный эксперт, был признанным специалистом по творчеству Рембрандта и Веласкеса. Участник 1-й Русской художественной выставке в Берлине (1922), организатор и участник Выставки произведений русских художников в Брюсселе (1924). В 1924 году показал на персональной выставке в галерее Le Goupy портреты, цветы, пейзажи Москвы и Парижа в постимпрессионистской манере. В 1934 г. работы экспонировались на благотворительной выставке «Рождественский базар» в галерее La Renaissance, в 1946 г. — на выставке «В честь Победы», организованной Союзом советских патриотов. Участник Зимнего салона в Париже (1950, 1953—1956), выставки одиннадцати художников в Салоне на 44, rue d’Orsel, 18e.
Друг художника К. А. Коровина и его художественный агент в 1910-х — 1930-х годах. Редактировал каталог выставки К. Коровина. В 1923 году увез из СССР картины Коровина, доверенные ему для устройства выставки в Голландии. Далее след этой коллекции теряется; она была украдена. Есть мнение, что Крайтор присвоил полотна Коровина, объявив их утраченными и заплатив за них Коровину копейки.
Коллекционер. После смерти Крайтора дело о наследстве тянулось около 10 лет. В 1965 году часть парижской художественной коллекции была передана в СССР — жене Крайтора С. И. Дока-Крайтор и его сестрам Анне Крайтор и Софье Крайтор-Пхакадзе, а большая часть досталась племяннику Крайтора А. М. Крайтору (США).